# Cuxpala
Cuxpala es una localidad del estado mexicano de Jalisco. Es parte del municipio de Tala.

## Toponimia
El nombre «Cuxpala» proviene del náhuatl cuetzpalli. Su significado es «Lagartija».

## Demografía
| Gráfica de evolución demográfica |
|                                  |

| Censo | Población |
| ----- | --------- |
| 1921  | 130       |
| 1930  | 127       |
| 1940  | 203       |
| 1950  | 267       |
| 1960  | 351       |
| 1970  | 737       |
| 1980  | 1 010     |
| 1990  | 1 149     |
| 2000  | 1 208     |
| 2010  | 1 369     |
| 2020  | 1 474     |